# Ещё один год (фильм, 2014)
«Ещё один год» — российский художественный фильм 2014 года, режиссёр Оксана Бычкова. В прокат вышел 15 января 2015 года, мировая премьера состоялась 28 января 2014 года на кинофестивале в Роттердаме. Согласно задумке режиссёра, фильм представляет собой свободный ремейк картины 1979 года «С любимыми не расставайтесь» режиссёра Павла Арсенова.

## Сюжет
Фильм показывает один год жизни московской молодой семьи (главным героям по 25 лет). Она — начинающий веб-дизайнер, он — таксист, работающий по ночам, с образованием, но не сумевший найти работу по специальности. Главные герои являются представителями немного разнящихся социальных слоев, их интересы различаются, возникают противоречия, которые достигнув критической массы, вызывают изменения в отношениях. Динамика происходящих событий то замедляется, то ускоряется. Фильм насыщен многочисленными бытовыми деталями, приметами времени, режиссёр пытается найти метки уникальности эпохи.

## В ролях
| Актёр             | Роль    |
| ----------------- | ------- |
| Надежда Лумпова   | Женя    |
| Алексей Филимонов | Комар   |
| Наталья Терешкова | Оля     |
| Александр Алябьев | Рома    |
| Артём Семакин     | Суханов |
| Илья Шагалов      | Илья    |
| Анна Шепелева     | Маша    |

## Рецензии
По сюжету это ,вроде бы, мелодрама о любви, ревности и разрыве, к тому же с множеством постельных сцен – чем не зрительское кино!...— Нина Цыркун (Искусство Кино), 

Основой картины послужила пьеса Александра Володина «С любимыми не расставайтесь», но режиссёр отказалась от её романтического тона, заставив персонажей более жестко и более трезво относиться к реальности, шаг за шагом приближая их к разрыву. Надо отдать должное и актерам — Алексею Филимонову, прошедшему закалку в фильмах Вырыпаева и Сигарева, и дебютантке в кино Надежде Лумповой.— Антонина Крюкова (Газета Трибуна), 

Он подрабатывает частным извозом по ночам, она ставит фотографии и картинки на модном сайте. Он кривясь смотрит фильмы Кшиштофа Кесьлевского дома с лэптопа, в одежде предпочитает темные цвета и не хочет ходить с молодой женой на модные концерты в клуб «Солянка». Условно говоря, перед нами хипстерская версия советской классики.— Илья Миллер (The Hollywood Reporter), 

## Награды
- Главный приз в номинации «Большой экран» на международном кинофестивале в Роттердаме (2014 год)[5]
- 36 ММКФ: Приз Федерации киноклубов России (2014 год)
- 2014 — приз «За лучшую мужскую роль» в фильме «Ещё один год» (Алексей Филимонов) на XXV Открытом Российском кинофестивале «Кинотавр».[источник не указан 1036 дней]